# 최준문 (고려)
최준문(崔俊文, ? ~ 1219년)은 고려 중기 ~ 후기의 무신이다.
그는 최충헌의 노비 동화(桐花)와 혼인하여 최충헌의 집에 살게 되었으며 이후 그와 가까워져 벼슬이 대장군에까지 올랐다.
1217년에는 고려에 침공한 후요의 거란족들을 몰아내었다.
1219년 최충헌이 병에 들자 최우의 동생 최향을 후계자로 삼기 위해 최우를 제거하려다가 발각되어 유배되었다.
이후 섬으로 유배 가는 도중 살해당하고 만다.

## 최준문이 등장한 작품
- 《무신》(MBC, 2012년~2012년, 배우:윤철형)